# Optimus Prime
Optimus Prime (コ ン ボ イ Konboi?, Convoy) es un personaje ficticio y protagonista principal de la franquicia Transformers. Generalmente representado como un líder valiente y noble, Optimus Prime es el comandante supremo de los Autobots en su lucha contra los Decepticons. Los personajes de Transformers fueron desarrollados para el mercado estadounidense después de que representantes de Hasbro visitaran el Tokyo Toy Show de 1983.Los personajes fueron modificados y se cambió el color; notablemente, Optimus Prime fue coloreado de rojo, cromo y azul oscuro. La popularidad de los juguetes Transformers resultó en cómics, películas y una serie de televisión.
En la mitología de Transformers, Optimus Prime es un cybertroniano, miembro de una especie extraterrestre de formas de vida robóticas modulares inteligentes autoconfigurables (por ejemplo: automóviles y otros objetos), una mezcla de evolución biológica e ingeniería tecnológica. Él se define por su fuerte carácter moral y casi siempre es retratado como el héroe principal de la historia, oponiéndose al malvado líder Decepticon, Megatron.
Su altura exacta varía dependiendo de la continuidad donde aparezca, por ejemplo en las películas de acción real tiene una altura estimada de 9 a 10 metros. A lo largo de la historia de la franquicia Transformers, Optimus Prime ha sido interpretado por una variedad de actores, como Peter Cullen, Garry Chalk, Neil Kaplan, David Kaye, Jake Tillman y Chris Hemsworth.

## Biografía
Optimus Prime (anteriormente Orion Pax) es constantemente, si no siempre, representado por tener un fuerte carácter moral, un excelente liderazgo y una sólida capacidad de tomar decisiones. Posee tácticas militares brillantes, poderosas artes marciales y avanzadas armas extraterrestres. Optimus Prime tiene un fuerte sentido de honor y justicia, dedicándose a construir una coexistencia pacífica y mutuamente beneficiosa con los seres humanos, la protección de la vida y la libertad de todas las especies sensibles. Como poseedor de la actual Matriz de Liderazgo, Optimus Prime es el líder de los Autobots, una facción de una especie transformer de inteligencia sintética del planeta Cybertron. Los Autobots están llevando a cabo una guerra civil contra una facción rival de robots transformers llamados Decepticons. 
Optimus Prime es generalmente representado como un miembro de una antigua raza de Transformers llamada la Dinastía de Primes, recibiendo a menudo el título de "El Último Prime" en muchas historias, en el que se representa como el último de los Primes. En Transformers: Covenant of Primus, se estableció que Optimus Prime era el último nacido de los Trece Transformers originales. Fue su única chispa y su inspiradora tranquilidad de "Todos son Uno" que permitió a los Primes reunirse y tener éxito en su batalla contra el dios del caos, Unicron. Cuando la tragedia terminó por fin, junto a la era de los Primes produciendo la nueva raza de Transformers descendientes menores, Optimus eligió renacer en el Pozo de Todas las Chispas como uno de ellos, ya que él conocía sus necesidades más completamente. Todo el recuerdo de su vida pasada se fue, tomó el nombre de "Orion Pax" y buscó su camino como cualquier otro robot en el nuevo mundo convirtiéndose en Optimus Prime una vez más al recibir la Matrix de Liderazgo cuando Cybertron enfrentó a un nuevo enemigo en su antiguo amigo, Megatron y su ejército de seguidores, los Decepticons. Esto trajo una Gran Guerra a su planeta Cybertron. Los orígenes y la personalidad de Optimus pueden variar dependiendo del "universo" en el que haya visto. Este origen es el más consistente entre las diversas encarnaciones. Otras diferencias se enumeran en las secciones respectivas a continuación.

### Generación 1
La primera generación de Optimus Prime se transforma en una cabina Freightliner FL86 sobre semi-camión. Dentro de su pecho está un artefacto cybertroniano muy poderoso, conocido como la Matriz de Liderazgo o la "Matriz de Creación", llevada por todos los líderes Autobots. Cuando Optimus se transforma, su cabina de tractor se desconecta para convertirse en un robot sensitivo, y su remolque se abre para revelar un desintegrador de iones, formando una cubierta de combate. La plataforma de combate soporta una estación de batalla móvil y un cuartel general de mando armado con artillería variada y armas de haz que disparan automáticamente. La plataforma de combate también puede servir como antena de radio para las comunicaciones entre los Autobots. La cubierta del combate también incluyó el "rodillo", un buggy móvil del explorador significado para explorar detrás de líneas enemigas. Cuando Roller se despliega, Optimus puede ver y escuchar lo que Roller ve y oye. Las lesiones a un componente son sentidas por cada uno de los otros. Si la cubierta de combate o Roller fueran destruidos, Prime podría sobrevivir. Sin embargo, a pesar del pequeño grado de autonomía que poseen, la cubierta de combate y Roller no podrían sobrevivir sin Optimus.
En la serie animada, Optimus puede disparar explosiones ópticas de corto alcance, proyectar mapas holográficos y desplegar hidro-láminas, diseñadas por Wheeljack, para atravesar cuerpos de agua con facilidad. En la serie animada, a Optimus también se le dio la capacidad de retraer su unidad de la mano derecha y reemplazarla con un hacha brillante. A través de las variadas continuidades del universo original de Transformers, ha habido varias interpretaciones de Optimus Prime. Una de las características más notables de Prime en todas las continuidades es su inquebrantable compromiso con el liderazgo mediante el ejemplo. La versión de la serie de animación de Optimus Prime es representado como un campo de batalla sencilla, sabia, y optimista en general. Además, a la versión animada de la serie de Optimus no le gusta la música rap, poniéndolo en desacuerdo con personajes amantes de la música como Blaster y Jazz. En la serie de Marvel Comics, además de estas características, Prime está secretamente plagado de dudas y de una sensación conflictiva de pacifismo que a menudo lo convierte en un guerrero extremadamente reacio.

### Beast Wars
Optimus Primal, líder de la facción Máximal en la serie de animación Beast Wars y la línea de juguete, no es Optimus Prime. Primal es uno de los descendientes máximos de los Autobots, quienes tomaron el nombre para honrar a Optimus Prime. Lo mismo se aplica al Megatron de esta época. Antes de que comenzara la serie de animación, Hasbro imaginó a Prime y a Megatron como sus contrapartes bestias, pero una vez que la serie comenzó, esto ya había cambiado. Elementos de diseño, como la boca de Prime, para añadir una boca real para la serie de animación y el primer mini-cómic que viene envasado con los juguetes, sugieren esto. Sin embargo, Optimus Prime y Megatron fueron una de las razones principales por las Guerras de las Bestias.
Esta agenda llevó al Predacon, Megatron a atacar al comatoso Optimus Prime en estasis en la Tierra prehistórica, lo que obligó a Primal a llevar la chispa de Prime a su cuerpo para preservar su vida mientras su cuerpo sufría reparaciones. Primal se transformó posteriormente en la forma masiva de "Optimal Optimus", que compartía elementos de la forma de Prime, antes de devolver el Spark a su lugar legítimo. Los Maximals fueron ocupados durante el resto de la serie que protegía a Prime y los otros Transformers a bordo del Ark se estrelló hasta que los Predacons fueron derrotados. Varios monumentos de Optimus Prime aparecieron en Cybertron en Beast Machines, uno de ellos una estatua holográfica en Iacon que Megatron tomó el control para engañar a Primal.

### Transformers: Robots en Disguise
Optimus Prime es el protagonista ficticio de la serie Transformers: Robots in Disguise (Fire Convoy en la versión japonesa original) del universo Transformers. Basado en el personaje del mismo nombre, Prime nuevamente lidera los Autobots contra los Decepticons. Su voz actor, Neil Kaplan, hace su voz en un estilo que recuerda a la de Peter Cullen, la voz de la Optimus Prime original. Wired Magazine nominó Fire Convoy como una de las 12 ideas más ridículas de Transformers de todos los tiempos.
Ocultos en la Tierra como vehículos comunes y cotidianos, los Autobots se ven obligados a emerger cuando Megatron y sus Predacons llegan y causan estragos en sus intentos de alcanzar el poder de las diversas fuentes de energía de la Tierra.

### Trilogía de Unicron
La versión "Unicron Trilogy" de Optimus Prime es un personaje ficticio de esta rama de la tradición de Transformers. Aparición en Transformers: Armada, Transformers: Energon y Transformers: Cybertron (conocida como la trilogía antes mencionada), Optimus es el líder de los heroicos Autobots. A menudo se convirtió a su modo de combate súper. En las tres series, el actor de voz de Optimus en inglés es Garry Chalk , quien anteriormente expresó Optimus Primal en Beast Wars y Beast Machines.
En Transformers: Armada y Transformers: Energon, Optimus Prime comparte el papel de principal protagonista con Rad, Alexis, Carlos, Starscream y Hot Shot. El Optimus de este universo comparte muchas similitudes con sus versiones paralelas del universo, incluyendo nobleza del alcohol y un deseo fuerte de proteger a todos los seres humanos en la tierra. En esta continuidad, los dos lados no buscan energon, sino una pequeña raza de potenciadores Transformers conocidos como Mini-Contras. Optimus llevó a su pequeña banda de Autobots para detener a Megatron de adquirir su poder para sí mismo.
Aunque la original encarnación japonesa de Transformers: Cybertron, conocida como Transformers: Galaxy Force, se produjo aparte de Armada y Energon, la serie, tal como fue originalmente concebida por Hasbro, fue la tercera parte de la trilogía. El doblaje en inglés de la serie lo trata como tal. En consecuencia, aparecen inconsistencias entre Cybertron y las otras dos series, pero han sido explicadas por el cómic Cybertron, disponible exclusivamente a través del Club de Colectores de Transformadores Oficiales, como resultado de las fluctuaciones en el tejido de la realidad causadas por el inducido por Unicron en el agujero negro.

### Transformers Animated
Optimus Prime aparece en la serie Transformers Animated en 2008 como un camión semirremolque rojo, capaz de ser equipado con muchos accesorios "remolque", especialmente uno que efectivamente lo convierte en un camión de bomberos. A diferencia de otros Optimus Primes, este es mucho más joven.
Optimus tiene la capacidad de cambiar cualquier parte de su cuerpo robótico en una herramienta o gadget. Él tiene líneas de swing en sus muñecas. Sus muñecas también pueden disparar bolas de captura. Su arsenal incluye un grappler, un extintor de fuego y un aerosol de fricción negativo. Es interesante que, a diferencia de todas las series anteriores, su cara casi siempre se pueda ver, porque su placa de boca es retráctil como en la película de acción en vivo 2007.
Animado Optimus Prime, en un modo de camión de bomberos basado en la Tierra, aparece como un personaje oculto en el juego de Transformers Netjet de Hasbro. En lugar de ser el líder de los Autobots, Prime era en realidad un lavado de la Guardia de Elite. A pesar de que ya no es miembro, mantiene su rango militar de "Prime". El gráfico de escala publicado para la serie indica que Optimus Prime tiene unos 22 pies de altura.

### Transformers: Rescue Bots
Optimus Prime también aparece en Transformers: Rescue Bots, que se dice que tiene lugar en el mismo universo que Prime, como el líder de los Autobots que se transforma en un camión semirremolque, aunque a diferencia de su aspecto Prime, como su contraparte G1. Él dio a los bots del rescate su misión y aparece principalmente en vía la pantalla de la visión, apareciendo físicamente en el primer episodio y entonces en el final de la primera estación, donde su modo del carro se ve por primera vez en pantalla. A continuación, vuelve, con o sin Bumblebee, muchas veces a lo largo de la segunda y tercera temporadas como un carácter recurrente. En el episodio "Land Before Prime", Optimus Prime llega a Wayward Island para ayudar a los Bots de Rescate. Escanea a Trex como una forma secundaria donde gana una forma de tiranosaurio, lo que lo convierte en un Triple Changer, aunque afirma que escanear algo techno-orgánico podría tener resultados impredecibles. Mientras que él pierde el control de este "modo Primal" al principio, los Bots del rescate determinan que su pérdida de control es debido a las reservas bajas de Energon, y pueden reconstituir sus energías y restaurarle a normal usar un remiendo del energon. Al final de la tercera temporada, Optimus ayuda a su viejo amigo, High Tide, junto con los nuevos reclutas, Blurr y Salvage, salvo Griffin Rock y posteriormente envía Heatwave y su equipo en una nueva misión para utilizar la isla como "lugar de prueba" Para revelar su verdadera identidad como extraterrestres.

### Transformers: La chispa de la Tierra
Optimus Prime también aparece en Transformers: La chispa de la Tierra, donde se desempeña como un agente de la organización G.H.O.S.T. (Global Hazard and Ordinance Strike Team) una organización gubernamental con sede en Witwicky, Pensilvania, una unión entre la humanidad y su propia especie mientras elimina a los Decepticons rezagados con la ayuda de Elita-1 y el arrepentido Megatron. Con la llegada de una nueva generación de Transformers nacidos en la Tierra llamados "Terrans", creados por los hermanos Robby y Mo Malto, podría ser el primer paso en el camino hacia la paz permanente.

## Cómics

### Marvel Comics
En la serie lanzada por Marvel Comics, antes de que estallara la Gran Guerra en Cybertron, el robot que sería Optimus Prime, antes de recibir la Matriz de Liderazgo de Sentinel Prime, era un Transformer destacado, mostrando sus habilidades en la Competencia de Tiro de Infraformers. Cuando comenzó la guerra, Prime rápidamente se hizo un nombre como líder de combate de los Autobots. En una misión con los Triggerbots para evitar que Megatron reclamara Underbase, Prime se vio obligado a deshacerse del enorme banco de datos en el espacio para evitar que alguien adquiriera su poder. Con esta acción, demostró su sabiduría y habilidad al Consejo de Ancianos Autobot. Continuó subiendo de rango, y finalmente se convirtió en el comando de campo de los ejércitos Autobot.
Hace cuatro millones de años, Cybertron, sacudido de su órbita y a la deriva por el espacio, se vio amenazado cuando flotó hacia el camino de un campo de asteroides. Prime lideró un grupo de guerreros Autobot de élite en el Ark, la nave estelar Autobot, en una misión para destruir los asteroides. Aunque la misión tuvo éxito, durante las secuelas de esta misión, el Arca fue atacada por Decepticons con la esperanza de dominar a sus enemigos debilitados. Con la intención de ocultar los secretos del Arca a los Decepticons, Prime puso la nave en un rumbo suicida y la estrelló contra el entonces prehistórico planeta Tierra.
Más tarde, todos los Transformers fueron transportados a Cybertron por Primus para luchar contra Unicron. Aunque Unicron había contaminado Matrix después de matar a Thunderwing, Prime logró volver a adquirir y purificar Matrix. Prime luego sacrificó su vida una vez más para destruir a Unicron sumergiendo Matrix en sus fauces. El proceso Powermaster, sin embargo, había estado trabajando para unir completamente Prime y Hi-Q. La muerte de Prime completó el proceso, y las dos mentes y almas se convirtieron en una. El cuerpo biomecánico de Hi-Q fue desmantelado y reconstruido por Last Autobot, resucitando a Optimus Prime una vez más con las dos mentes ahora una. Prime se reunió con los otros Transformers en el planeta Klo y derrotó a los Decepticons de Bludgeon.
La serie secuela, Transformers: Generation 2, comenzó un período de tiempo no revelado más tarde. Al comienzo de la serie, Prime fue restaurado a una forma parecida a su cuerpo original. Él y los Transformers se vieron atrapados en los planes de una nueva generación de Cybertronianos, liderados por el gélido Jhiaxus, que estaban colonizando y cyberformando otros mundos. Acosado por visiones de pesadilla de una entidad destructora de la vida llamada "el Enjambre", Prime indagó en el pasado de Cybertron y descubrió que Jhiaxus y los de su clase eran el resultado de una reproducción involuntaria de un Transformador. Descubrió que su naturaleza e intención se destilaban en la forma de conquista más pura y menos emocional y que el Enjambre era el subproducto de este proceso. Para luchar contra este nuevo enemigo, Prime y los Autobots se aliaron con los Decepticons de Megatron recreados. Aunque Prime finalmente fue consumido por la abominación y destruido, pudo liberar las energías de Matrix en el Enjambre, purificándolo. Al separarse, el Enjambre recreó a Prime en una nueva forma, y él y Megatron se dispusieron a liderar a los Autobots y Decepticons unidos hacia una nueva era.
"Alignment" de Simon Furman, una historia de texto disponible a través de Transforce, una convención británica de Transformers, menciona la caída de Prime durante lo que pretendía ser el conflicto final con los Decepticons en Pinea Omicron, mucho después de los eventos del cómic de Generación 2. Se las arregló para derrotar a Galvatron II, pero al hacerlo, resultó tan dañado que Grimlock tuvo que activar un campo de estasis a su alrededor para salvar su Chispa parpadeante, convirtiendo a Prime en un monumento de guerra viviente.
Aunque se desconoce el destino final de Prime, en una historia titulada "Los últimos días de Optimus Prime", también de Transforce, Prime lamenta la nueva era de Transformers sin guerra y pasa a una vida futura de Transformers, conocida como "J'nwan". Sin embargo, la historia es vaga y puede ser una metáfora de Prime que se reincorpora a Matrix, ya que había llegado su momento. En este reino, Predacon Sandstorm se acercó a él, quien trató de suplicar la ayuda de Prime y los otros Transformers legendarios para lidiar con un híbrido Unicron / Predacon llamado Shokaract. Prime se negó, pero luego lideró un grupo de Transformers, incluidos Megatron, Grimlock y Soundwave, para distraer a la criatura mientras Primus asestaba el golpe final.

### Dreamwave Productions
En la reinvención del siglo XXI de la continuidad original de Dreamwave Productions, Optimus Prime comenzó su vida como archivador de datos conocido como Optronix u Orion para sus amigos. Después de tomar nota de una batalla en la que Megatron había matado al líder Autobot, Sentinel Prime, fue convocado al Consejo de Ancianos y se le informó que Matrix lo había elegido para ser el próximo líder de los Autobots. Recibió la Matriz de Liderazgo poco después y organizó la evacuación Autobot de Cybertron. El tenía la intención de dejar a los Decepticons a su suerte, pero una batalla con Megatron debajo de la superficie del planeta, acompañada de visiones de Matrix, lo incitó a luchar por la seguridad de su mundo natal.
En algún momento de su papel como líder, Prime desapareció con Megatron en un experimento de puente espacial, pasando un período de tiempo en Quintessa, pero regresó algún tiempo después. Los eventos durante este período no se han registrado como resultado del cierre de Dreamwave.
Los eventos reales de la llegada de los Autobots y Decepticons a la Tierra nunca fueron impresos por los cómics de Dreamwave, pero los flashbacks de los eventos se imprimen más tarde. Estos flashbacks sugieren que los Autobots se aliaron con la humanidad y derrotaron a los Decepticons a principios de siglo. Planearon regresar a Cybertron a bordo del Ark II recién construido, pero la nave fue destruida como parte de una conspiración militar para tomar el control de los Transformers. Una organización terrorista, dirigida por el enigmático Lazarus, pudo tomar el control de varios de los Transformers que cayeron a la Tierra mientras el ejército de los EE. UU. estaba ocupado en localizar el cuerpo de Prime. Antes de su partida, Prime había confiado una pequeña parte de la Matrix a Spike Witwicky, quien fue obligado por el jefe de producto, el general Hallo, a usarlo para reactivar Prime. Funcional de nuevo, Prime usó la Matrix para reactivar a más de sus camaradas caídos y luego se enfrentó a Megatron en San Francisco.
Después de la batalla, Prime comenzó a experimentar impulsos subconscientes, lo que llevó tanto a los Autobots como a los Decepticons al círculo polar ártico. Cuando llegaron, Shockwave estaba allí para arrestarlos como criminales de guerra. Shockwave había logrado poner fin a la guerra en Cybertron, pero Prime pronto se unió a un grupo rebelde de Autobots que descubrió que Shockwave tenía una agenda mayor. Reuniendo a los Transformers a través de Cybertron para la causa, Prime se enfrentó a Shockwave, pero fue derrotado y le arrancaron Matrix y lo usó para activar Vector Sigma. Sin embargo, antes de que Shockwave pudiera hacer un uso completo de los datos de las megacomputadoras, Ultra Magnus, el hermano de Prime, llegó y lo superó. Las lesiones que sufrió Prime durante este conflicto requirieron un período prolongado de restauración en estasis, pero el cierre de Dreamwave significó que Prime nunca volvió a aparecer en sus páginas.
El arte de números inéditos más tarde mostró a Optimus Prime despertando de la cámara de regeneración criogénica y liberando a Alpha Trion del laboratorio de Shockwave.
Prime haría otra aparición sorpresa en la serie de cómics Transformers: Armada de Dreamwave, aunque no sería la primera serie de Prime of Dreamwave. Cuando el Optimus Prime del universo Armada desapareció, arrastrado a otra dimensión por el poder de Unicron, el Chaos-Bringer envió algo en su lugar: un Optimus Prime casi muerto de ese universo, que advirtió a los Transformers de Unicron que entrarían en su universo antes de morir.

### IDW Publishing
Cuando IDW Publishing recibió los derechos de la serie, se contrató al autor Simon Furman para supervisar la línea. Furman decidió que la continuidad de la Generación 1 "necesitab ... un reinicio contemporáneo" para que el cómic pudiera retener a una audiencia moderna. La continuidad revisada de Furman establece a Optimus Prime como el líder actual de un ejército Autobot repartido por la galaxia en pequeñas unidades, librando una guerra encubierta contra equipos de infiltrados Decepticons en mundos ricos en recursos. La miniserie Stormbringer explica que Cybertron, el planeta natal de Transformer, es un planeta muerto, devastado por un antiguo cataclismo causado por la Guerra Autobot-Decepticon. Prime se había visto obligado a aliarse con su archirrival Megatron para poner fin a la destrucción. En la serie, la interferencia de Jetfire y los Technobots, en un complot organizado por Decepticon Bludgeon, alerta a Prime sobre la posibilidad de que el cataclismo Cybertroniano pueda volver a encenderse y extenderse a otros planetas. Prime llama a los Wreckers y los encuentra en la superficie de Cybertron a tiempo para presenciar el regreso del ser llamado Thunderwing, el punto focal del apocalipsis. Los esfuerzos combinados de Prime, los Wreckers, Jetfire, los Decepticons liderados por Predacon y una unidad de drones Centurion envejecidos apenas son suficientes para volver inerte a Thunderwing.
Los archivos recuperados de Bludgeon traen a Optimus Prime a la Tierra, donde un destacamento Autobot dirigido por Prowl ha descubierto que una unidad de infiltración Decepticon dirigida por Starscream ha roto el protocolo estándar después de descubrir una nueva forma de Energon. Este Ore-13 parece ser el mismo "Ultra-Energon" que Bludgeon usó para revivir a Thunderwing, que había estado inactivo durante milenios después del apocalipsis. Starscream ya lo había usado para impulsar un intento fallido de usurpar el liderazgo de Megatron, como se detalla en la miniserie Infiltración.
En la miniserie Escalation, Megatron se enfrenta a Prime y, impulsado por Ore-13, lo supera. Creyendo que su líder está muerto, el resto de los Autobots intentan comprarle al Hot Rod recién llegado el tiempo para recolectar el clon. Prime, que había transferido su conciencia a una memoria de respaldo en el puesto de mando de su tráiler, les aconsejó explotar la debilidad de Ore-13 y atacar a Megatron por completo, catalizando el suministro de Energon del líder Decepticon y paralizándolo.
Bumblebee, Jazz, Optimus Prime, Prowl y Ratchet aparecieron en un crossover de Nuevos Vengadores/Transformers de Marvel Comics e IDW Publishing en 2007.
Optimus Prime lidera a Bumblebee, Drift, Kup, Prowl, Ratchet y Wheeljack en Las Vegas cuando se estrella una nave Cybertroniana que contiene a Galvatron, Cyclonus, Scourge y una plaga de zombis de otro universo. Galvatron intenta tomar el mando de los Autobots y, después de luchar contra ellos, explica su misión de detener una plaga de muertos vivientes. Wheeljack establece un escudo de energía alrededor de la ciudad para contener la infestación, pero solo dura 24 horas. A pesar del esfuerzo de contención, Kup se da cuenta de que Bayonet, un Decepticon al mando de Galvatron, no es todo lo que parece. Ella resulta ser el vampiro extradimensional Britt.

## Videojuegos
Generación 1 Optimus Prime ha aparecido en numerosos videojuegos desde la introducción de la serie Transformers. Hace un cameo en el videojuego Beast Wars Transmetals de 1999 para Nintendo 64, donde es asesinado por Megatron al final de la campaña, mostrando lo que habría sucedido en la serie Beast Wars con una victoria de Predacon. Prime es también uno de los personajes jugables del juego Transformers solo para Japón de 2003 para PlayStation 2 y Transformers: War for Cybertron de 2010. Optimus Prime también se puede jugar en los Hasbro Net Jet Transformers, un juego de lucha Transformers Battle Universe. Tres versiones de Optimus Prime son personajes jugables, incluida la encarnación de primera generación, sus encarnaciones de la película de acción en vivo de 2007 y la encarnación de Transformers Animated. En este juego, Optimus Primal también es un personaje jugable. Es un personaje habitual en el juego de lucha de Nintendo GameCube y PlayStation 2 2003, DreamMix TV World Fighters. Apareció como jefe en un simple videojuego basado en Flash en el sitio web de Hasbro.
Generación 1 Optimus Prime también se ofrece como contenido descargable para algunas versiones del juego de disparos en tercera persona Transformers: Revenge of the Fallen.
Unicron Trilogy Optimus Prime es uno de los personajes que aparecen en el videojuego Transformers 2004 para PlayStation 2.
La película, Optimus Prime ha aparecido en numerosos videojuegos de Transformers.
En la Campaña Autobot, Optimus Prime proporciona inteligencia y misiones a Bumblebee en su búsqueda del Allspark. Finalmente, las pistas llevan al Autobot a Sam Witwicky. Después de salvar a Sam de Barricade, Bumblebee finalmente completa los preparativos para que los Autobots lleguen a la Tierra. Una vez en la Tierra y habiendo informado a los dos adolescentes de su misión, Prime y los Autobots son descubiertos por Sector 7. Optimus envía a Jazz en una misión de distracción de alta velocidad, luego envía a Ironhide para rescatar a Jazz de una doble amenaza que representan los agentes del gobierno y varios exploradores de Decepticon. Cuando capturan a Bumblebee, Prime transforma y persigue el helicóptero del cual está atado el pequeño Autobot. Después de una larga persecución, Prime logra atrapar la red, solo para ser arrojado por otro meteoro Cybertroniano. Mientras Bumblebee se lleva, Optimus le promete que no volverá a fallarle. Jazz le informa que el meteoro no es un Autobot. Prime se enfrenta a la nueva amenaza, que resulta ser el Decepticon Triple Changer Shockwave. Los dos luchan a través de Tranquility antes de que Optimus finalmente lo destruya. Durante la batalla, Optimus escucha la transmisión de Starscream revelando la ubicación del Allspark. Optimus luego regresa a un rol de inteligencia mientras guía a Bumblebee en su misión de recuperar el Allspark de la presa Hoover. Desafortunadamente, los Decepticons logran liberar a Megatron, lo que lleva a la batalla final en Mission City. Mientras los Autobots luchan con los Decepticons para proteger a Sam y al Allspark, las cosas parecen empeorar a medida que Megatron finalmente llega. Antes de que pueda reclamar el Allspark, Optimus lo ataca. Optimus derrota a Megatron y lo deja en el suelo, aparentemente sin vida. Sin embargo, justo cuando Sam le está dando el Allspark a Optimus, Megatron se despierta, saltando hacia Optimus con su flail fuera de cadena, haciendo un último intento de derrotar a su adversario. Optimus agarra la cadena, acercando a Megatron y, con el Allspark apretado en su puño, lanza un puñetazo a través de la chispa de Megatron y lo mata. Optimus reflexiona sobre las pérdidas y recompensas de esta batalla, ya que los Autobots tienen un nuevo hogar, pero muchos murieron en la batalla.
Optimus Prime aparece cerca del final de la Campaña Decepticon. Sam y Mikaela informan a Optimus que todos los Autobots fueron derrotados por los Decepticons. Optimus proclama que sacrificaron sus vidas para proteger al Allspark, y su sacrificio no será en vano. Dejando a Sam y Mikaela en un lugar seguro, Optimus se enfrenta a Megatron, pero es derrotado. Debilitado y dañado, Optimus se arrastra para llegar al Allspark. Sin embargo, Megatron ataca a Optimus con su cadena, lo que lo mata.

## Saga de películas

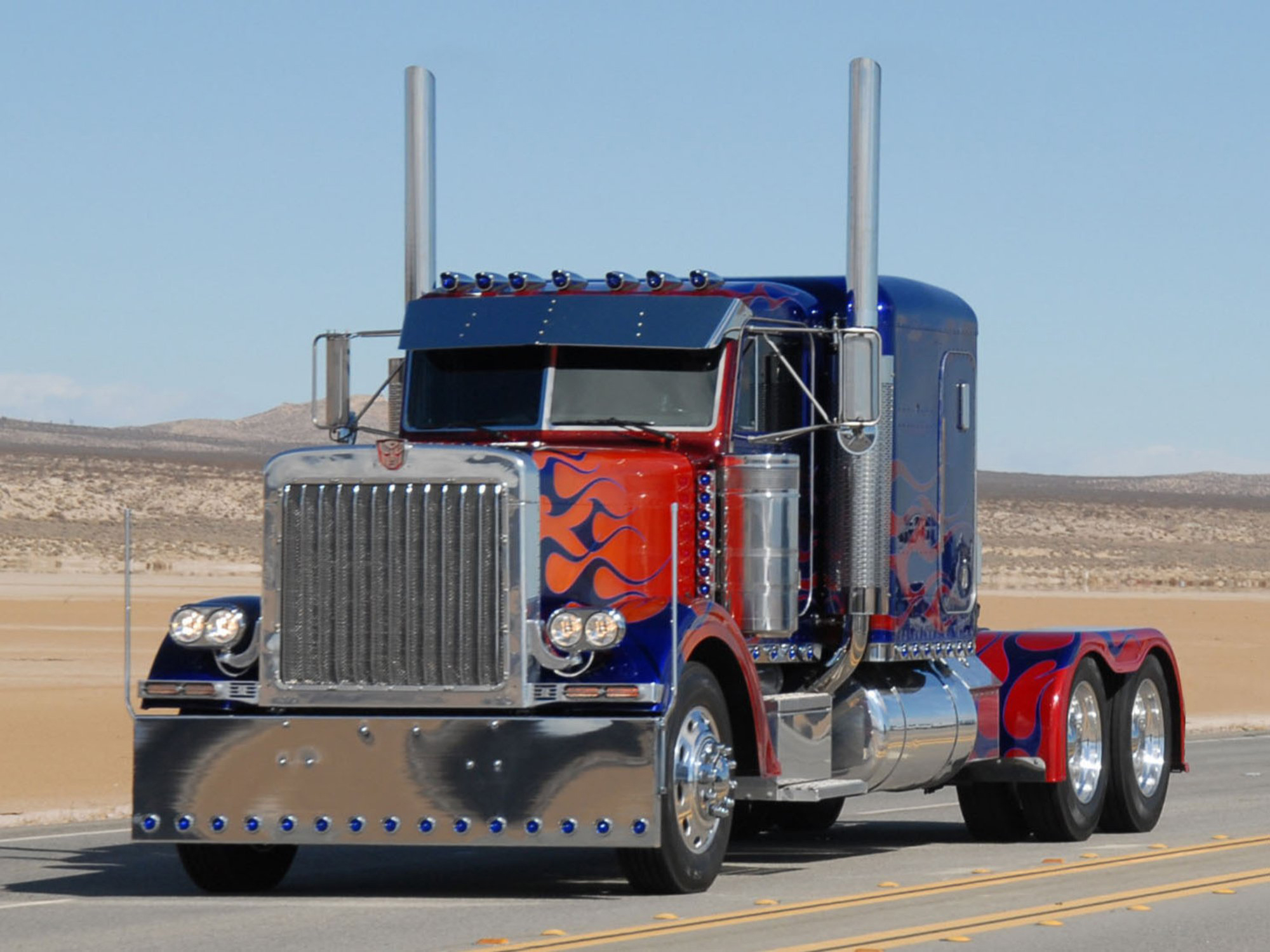
Un Peterbilt 379 utilizado en Transformers para representar el modo alternativo de Optimus Prime.

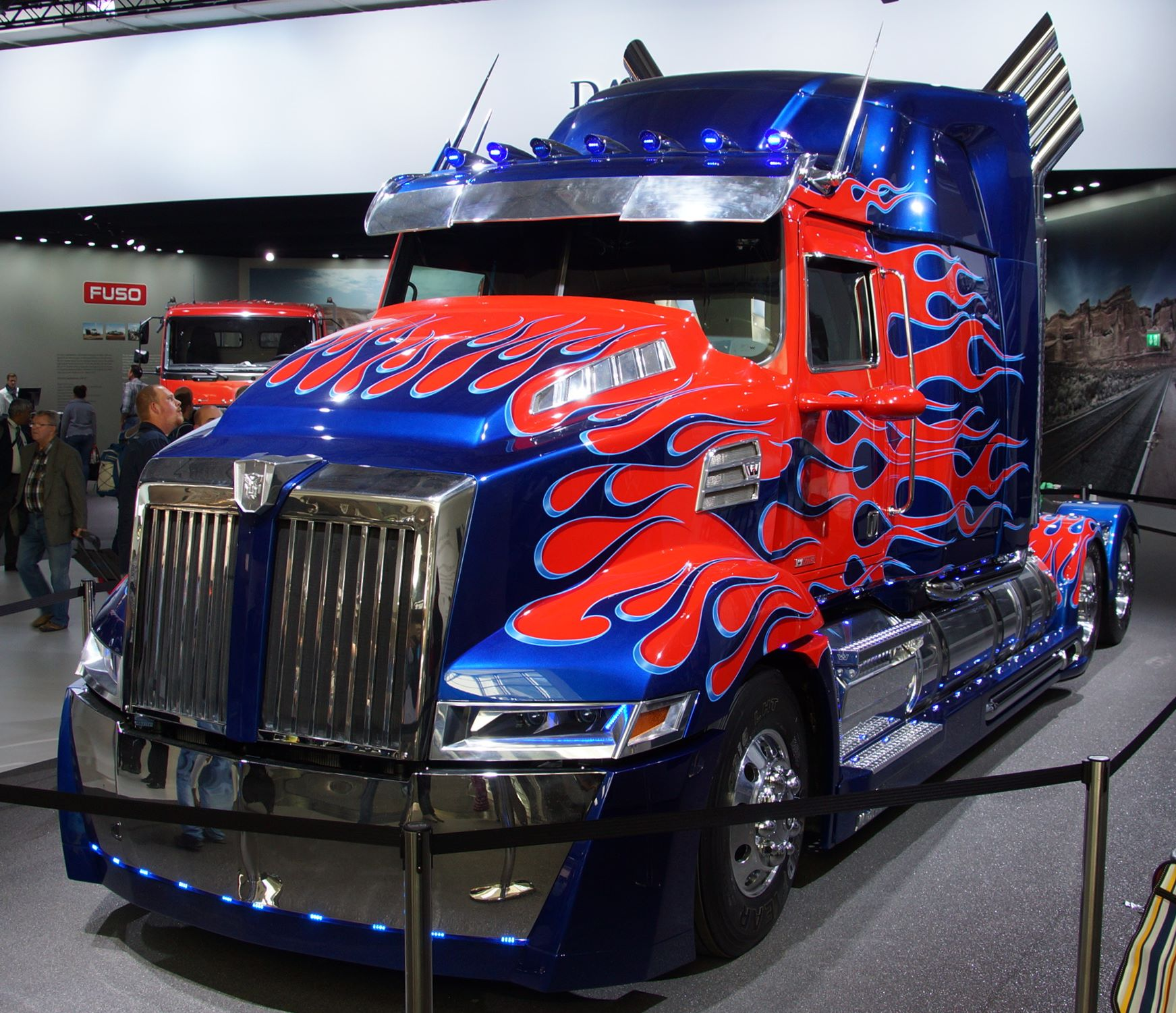
Un Western Star 5700XE utilizado en Transformers para representar el modo alternativo de Optimus Prime.

### Saga de Michael Bay (2007-2017)

#### Transformers(2007)
El personaje de Optimus Prime aparece por primera vez en la película, Transformers, como el líder de los Autobots en la búsqueda del Allspark. Tiene la intención de destruirla, aunque signifique sacrificarse, antes de que los Decepticons puedan usarla para crear un nuevo ejército para conquistar el universo. Después de llegar y escanear un camión Peterbilt, Optimus saluda a Sam Witwicky y Mikaela Banes, presentando a sus Autobots (Ironhide, Ratchet, Jazz y Bumblebee) y explicando por qué han llegado a la Tierra. Durante la batalla final, Optimus mata al Decepticon Bonecrusher lleno de odio y se enfrenta a su antiguo enemigo, Megatron. Incapaz de igualar a Megatron en combate, Optimus insta a Sam a insertar el Allspark en su pecho, lo que los destruirá a ambos. En cambio, Sam coloca el Allspark en el pecho de Megatron, destruyéndolo y matando al líder Decepticon Megatron.

#### Transformers: la venganza de los caídos(2009)
Optimus Prime regresa en Transformers: la venganza de los caídos. Él dirige a los Autobots (Bumblebee, Ironhide, Ratchet, Arcee, Chromia, Elita-One, Skids, Mudflap, Jolt y Sideswipe) como parte de NEST en la caza de los Decepticons restantes en la Tierra. Más tarde se involucra en una batalla con Starscream, Grindor y un Megatron resucitado. Aunque Optimus logra herir a Starscream y matar a Grindor, es finalmente empalado y asesinado por Megatron. Sin embargo, Optimus es resucitado durante la batalla en Egipto por Sam usando la Matriz de Liderazgo. A continuación, se fusiona con el cuerpo muerto de Jetfire, dándole un modo muy potente actualizado. Después de mutilar severamente a Megatron, mata a The Fallen, obligando a Megatron y Starscream a retirarse. Al final de la película, Optimus agradece a Sam por revivirlo y de nuevo transmite un mensaje al espacio, con la esperanza de encontrar más Autobots.

#### Transformers: el lado oscuro de la luna(2011)
Optimus aparece de nuevo en la película, Transformers: el lado oscuro de la luna. Optimus nuevamente con los Autobots (Bumblebee, Ironhide, Ratchet y Sideswipe) y otros nuevos (Que/Wheeljack, Dino/Mirage y los Wreckers: Leadfoot, Topspin y Roadbuster), recibe su propio arsenal compuesto de armas y tecnología de vuelo que se transforma en un remolque para que lo lleve en forma vehicular. Después de ayudar a los agentes de NEST en la lucha contra Shockwave en Chernobyl, Optimus aprende que los humanos han ocultado el descubrimiento de una antigua nave Cybertroniana en la luna. Revive a su viejo mentor, Sentinel Prime, con la Matrix de Liderazgo. Sin embargo, Sentinel Prime traiciona a los Autobots, asesina a Ironhide y la mayor parte de NEST, y trae un ejército de Decepticons a la Tierra con los pilares de un puente espacial. Durante la batalla de Chicago, Optimus mata a Shockwave, Driller y muchos Protoformas Decepticons. Finalmente, Optimus desafía al traidor Sentinel Prime y se enfrentan a un feroz duelo. Al principio, Optimus parece tener la ventaja, pero Sentinel finalmente lo domina y corta su brazo derecho. Sin embargo, antes de que Sentinel pueda lanzar el golpe mortal, Megatron lo ataca y lo hiere gravemente, habiéndose dado cuenta de que nunca podrá permanecer como líder de los Decepticons mientras Sentinel esté en libertad. Megatron intenta hacer una falsa tregua con Optimus, pero Optimus no está de acuerdo y ataca a Megatron, decapitándole con su hacha de batalla. Optimus entonces ejecuta amargamente a Sentinel herido con la escopeta de Megatron. Con los Decepticons derrotados y la guerra finalmente terminada, Optimus y los Autobots aceptan la Tierra como su nuevo hogar.

#### Transformers: la era de la extinción(2014)
En Transformers: la era de la extinción, Optimus Prime se transforma inicialmente en un camión 1973 Marmon semi-transportable oxidado y más tarde en un nuevo modo alternativo en un semi-camión azul y rojo Western Star 5700 Custom. Después del incidente de Chicago, la humanidad caza a todos los Transformers, independientemente de la facción, Optimus y los otros Autobots se esconden. Finalmente, ellos se encuentran siendo cazados por una organización malvada llamada Cemetery Wind, dirigido por Harold Attinger. Optimus es herido gravemente en una trampa fijada por el grupo, mientras que muchos de los otros Autobots, incluyendo Ratchet y Leadfoot, son muertos. Un inventor, Cade Yeager, viene a la ayuda de Prime y ayuda a restaurar su salud. Después de unirse con una pequeña banda de Autobots (Bumblebee, Hound, Crosshairs y Drift), Optimus se enfrenta a Lockdown, un despiadado cazarrecompensas aliado de los humanos y KSI, una organización que produce transformers hechos por el hombre. Optimus es capturado junto a la hija de Cade, Tessa, por Lockdown, pero los Autobots los rescatan junto con Cade y Shane Dyson, el novio de Tessa. Optimus rápidamente pierde la fe en la humanidad, pero a instancias de Cade, decide quedarse y luchar contra un Megatron resucitado como Galvatron y su nuevo ejército. Prime despierta a los antiguos Dinobots, y monta un Grimlock recientemente domesticado en la batalla a través de Hong Kong. Él mata Lockdown y Attinger en el clímax de la película, como venganza por matar a muchos de sus amigos, incluyendo Ratchet y Leadfoot (posiblemente a Sideswipe). Al final de la película, sale de la Tierra y vuela hacia el espacio profundo, tratando de descubrir la verdad sobre sus misteriosos Creadores, al dejar a los Autobots ordenando que protejan a la familia de Cade.

#### Transformers: el último caballero(2017)
Optimus Prime vuelve en Transformers: el último caballero, que se establece dos años después de los acontecimientos de la película anterior. Después de haber sido congelado en el vacío del espacio, Optimus ha estado flotando en los confines del sistema solar de la Tierra durante algún tiempo. Sin embargo, más tarde aterrizó accidentalmente en Cybertron, su atmósfera lo revivió. Luego se enfrenta al ser actualmente en control del planeta, una poderosa hechicera llamada Quintessa, que profesa ser el creador que está buscando. Optimus es fácilmente sometido por Quintessa, quien le convence de que destruyó Cybertron y revela que la Tierra es en realidad el "antiguo enemigo" de Cybertron, Unicron. Reprogramado como "Nemesis Prime", al lavado de cerebro por Quintessa, Optimus tiene la tarea de ella con la recuperación de su personal robado, con el que planea drenar a la Tierra / Unicron para que Cybertron pueda ser restaurado. Nemesis logra recuperar al personal, pero es obstaculizado por Bumblebee, a quien se involucra en un feroz duelo. Nemesis casi mata a Bumblebee, pero cuando Bumblebee normalmente mudo de repente habla, instando a Prime a recordar quién es, el sonido de la voz de su amigo más viejo es suficiente para que Optimus regrese. Sin embargo, Megatron, reveló estar aliado con Quintessa, se precipita y roba al personal de Merlín a Optimus. Luego, Optimus es atacado y condenado a muerte por los Caballeros por ayudar a Quintessa, pero es salvado por Cade Yeager al ser "El Último Caballero", quien convence a Optimus para corregir su error. Optimus lidera a los Autobots en el ataque a la guarida de Quintessa, durante la cual mata a los Infernocons y derrota a Megatron. Optimus entonces ataca a Quintessa, distraerla el tiempo suficiente para que Bumblebee disparara y aparentemente la vaporizara. Al final de la película, Optimus y los otros Autobots regresan a Cybertron al estar unido a la Tierra, sin darse cuenta de que Quintessa todavía está viva.

### Nuevo Universo (2018-presente)

#### Bumblebee(2018)
Optimus Prime regresa en el spin-off Bumblebee, inicialmente una precuela y luego declarada como un reinicio. 
Optimus es el líder de la resistencia de Autobots contra los Decepticons. Mientras los Decepticons están derrotando a los Autobots en una guerra en Cybertron, Optimus ordena a los Autobots sobrevivientes que evacuen y envía al Autobot explorador B-127 para establecer una base en la Tierra para que los Autobots se reagrupen. Para ganar tiempo para escapar, Optimus se defiende de un ejército de Decepticons. Más tarde, en 1987, la adolescente Charlie Watson encuentra y se hace amiga de B-127, a quien llama "Bumblebee". Ella desbloquea accidentalmente un mensaje holográfico de Optimus sobre la misión de B-127, restaurando los recuerdos de Bumblebee de ver a Optimus luchando contra muchos Decepticons mientras escapaba de Cybertron. El mensaje se activa de nuevo cuando Bumblebee es interrogado por los Decepticons Shatter y Dropkick. Optimus luego se reúne con Bumblebee, conduciendo junto a él. En una escena a mitad de los créditos, Optimus felicita a Bumblebee por proteger la Tierra, mientras caminan juntos por un bosque.

#### Transformers: el despertar de las bestias(2023)
Optimus Prime regresó en la película Transformers: el despertar de las bestias y también contó con su contraparte de Beast Wars, Optimus Primal.
Optimus Prime y el resto de los Autobots que escaparon de Cybertron, han estado atrapados durante 7 años en la Tierra, sin recursos para poder volver a su hogar a continuar la lucha contra los Decepticons, hasta que detectaron la llave Transwarp, que les permitara usar un puente espacial para escapar de la Tierra. Optimus y el resto se unen a regañadientes con el humano Noah Diaz, para poder recuperar la llave. Sin embargo, los Terrorcons, liderados por Scourge, intentan robar la llave para Unicron, tras pelear con ellos, Optimus es abatido por Scourge, y Bumblebee trata de salvarlo, pero Scourge lo mata y luego roba la mitad de la llave. Luego de ser salvados por Airazor, y explicarles sobre los Terrorcons y la llave revela que solo tienen la mitad de la llave, y que se encuentra la otra mitad en Perú. Optimus, Arcee, Mirage, viajan junto con Noah y Elena a Perú en Stratosphere, en eso se les une Wheeljack, tras hacer un plan de recuperar la llave, Optimus y el resto se percatan que los Terrorcons se encuentran allí, y son perseguidos hasta las afueras de la ciudad y luego Optimus se enfrenta a Scourge con la intención de vengar a Bee, mientras los Autobots pelean contra los Terrorcons, los humanos descubren que la llave fue movida, y salen hasta una cueva que los lleva a las afueras en la selva, por lo que Optimus y los Autobots se retiran, para buscarlos, en eso conocen a los Maximals, Optimus Primal se presenta ante Optimus Prime como el líder de los Maximals, los Maximals al enterarse de los Terrorcons, les ayudan a los Autobots, allí conocen una tribu que cuida de los Maximals, lo que hace que Optimus Prime considere que debería confiar un poco más en los humanos. Sin embargo, Airazor se muestra controlado por Scourge gracias al implante de su batalla prevía, Optimus y el resto se defienden de los Terrorcons, pero justo Noah cuando iba destruir la mitad de la llave, Optimus le pide a Noah que no lo haga, porque sino los Autobots se quedaran atrapados, en eso lo convence, pero Airazor, corrompida por Scourge, captura a Elena, quien tiene la mitad de la llave, Primal la sigue pero Scourge toma la mitad de la llave, Airazor y Primal pelean y esta le pide que lo maté para liberarla, Optimus y el resto de los Autobots llegan pero es tarde, Scourge y los Terrorcons completan la llave para poder traer a Unicron a la Tierra para poder devorarlo, Optimus y Noah hablan y reflexionan sobre lo ocurrido y tras admitir que cometieron errores logran trabajar en equipo, y hacer un plan para recuperar la llave sin destruirla para evitar que Unicron llegue, mientras los Autobots pelean contra los Terrorcons, los humanos recuperan la llave pero Scourge sigue cuidandola por lo que Mirage se ofrece a distraerlo tras pelear, Noah y Mirage unen fuerzas para pelear con Scourge, en eso Optimus se les une a la pelea tras su enfrentamiento, Optimus y Scourge se enfrentan en un duelo final, mientras pelean, Bumblebee, revivido por la energía del Energon que impulsó el portal, se une a la batalla. Optimus mata a Scourge, pero no antes de que este último dañe la consola de control para evitar que se cierre el portal, por lo que Optimus se ofrece a destruir la llave para salvarlos. Optimus destruye la llave y colapsa el portal, dispuesto a sacrificarse, pero Noah y Primal llegan y lo salvan, mientras recitan su frase de "hasta que todos sean uno". Optimus Prime y los Autobots aceptan la Tierra como su nuevo hogar hasta puedan volver a la lucha en Cybertron, con nuevos aliados, y una esperanza poder detener lo que se avecina.

### Animación

#### Transformers One(2024)
Optimus Prime aparece en la película animada Transformers One, donde muestra su historia de origen como Orion Pax.
El es un robot minero luego de entrar ilegalmente en un edificio de archivos donde ve una grabación sobre Primus, quién creó a los primeros trece Primes, un grupo de guerreros de élite, y que se convirtió en el planeta Cybertron. Los Primes perecieron en una guerra con una especie alienígena conocida como los Quintessons, lo que provocó la pérdida del artefacto místico conocido como la Matriz del Liderazgo. Sin la Matriz, el Energon de Cybertron se ha secado, lo que obliga a los Cybertronianos a extraer depósitos en las profundidades de la superficie para sobrevivir. Al escapar del lugar y siendo perseguidos por guaridas, Orion se ocultó gracias ante su mejor amigo minero D-16, quienes extraen el energon, pero debido ante una reacción de manera inestable, escapan luego de salvar a un minero llamado Jazz, haciendo que la jefa del lugar, Elita, es inculpada y despedida. Orion Pax y D-16 ingresan en secreto a la carrera en competir, pero pierden a pesar de sus esfuerzos, y Sentinel Prime, el jefe de Cybertron y líder de Iacon, les da un nuevo puesto en su torre, pero su guardia Darkwing, a quien no le agrada Orion y D-16 y los envía a un área de fundición, donde conocen a B-127. Luego, los tres descubren un chip en la basura con un mensaje de socorro de Alpha Trion, uno de los Primes, que revela las coordenadas de su ubicación en la superficie del planeta, se infiltran en un tren de carga hasta que Elita siendo reasignada a tareas de tren, es arrastrada con ellos. 
Al ser arrojados en el tren por debido a un sismo, ellos cuatro encuentran una cueva donde están los restos caídos de los Primes, y Alpha Trion siendo el único sobreviviente, les dice que Sentinel era solo el asistente de los Primes, fue quién los traicionó y los mato a todos para apoderarse de la Matriz de Liderazgo para sí mismo con el fin de derrotar a los enemigos Quintessons, pero se desmoronó en polvo debido a que Sentinel era corrupto y Orion vio que Sentinel ha tenido bots que no tienen engranajes que extraen a Entagon para dárselo a los Quintessons a cambio de gobernar Cybertron, ya que hizo un trato con ellos hace tiempo. Después de que Orion y los demás recibieran engranajes, él se puede convertir en un camión cybertroniano, escapan de los guardias de Sentinel, dejando a Alpha atrás para distraerlos antes de sacrificarse. Orion y los demás son capturados por la Guardia de Élite, que trabajaba para los Primes originales, siendo dirigidos por Starscream, quien les dice que fueron testigos de la traición de Sentinel hace mucho tiempo y que han estado tratando de vengarse desde entonces mientras estaban ocultos. Después de ver a D-16 enfrentándose a Starscream y volviéndose el nuevo líder de la Guardia de Élite, Orion se preocupa por la creciente agresión de su amigo desde que se enteró de la verdad. Orion y Elita caen inconscientes y son enterrados bajo algunos escombros y, en el proceso, el chip que tenía la evidencia de Sentinel se destruye y mientras que D-16, Starscream y B-127 son capturados junto con la mitad de la Guardia de Élite.
Al perder la esperanza antes de que Elita le diga que fue su esperanza de una vida mejor lo que lo impulsó a esta aventura, Orion y Elita reúnen al resto de los miembros de la Guardia de Élite que no fueron capturados para exponer a Sentinel. Luego, al volver a las minas, Orion lidera una rebelión con los mineros al contarles sobre la corrupción, lo que los inspira a rebelarse contra Sentinel. En la batalla, Orion salva a D-16, B-127 y Strascream y usa la memoria de uno de los subordinados de Sentinel, Arachnid, para revelar los crímenes de Sentinel a todo Iacon en su contra, hasta que D-16 sintiendo ira, decide acabar con Sentinel, pero Orion interviene y es herido por D-16, pero al salvarlo, es traicionado y es dejado al caer en el núcleo de Cybertron al morir.
Luego de que D-16 destruye a Sentinel, y es nombrado como "Megatron" en liderar a Cybertron y destruir todo Iacon con la Guardia de Elite, Orion Pax es revivido por el espíritu de Primus, el planeta y los Primes, al demostrar siendo digno, recibiendo la Matriz de Liderazgo y convirtiéndose en "Optimus Prime", quién regresa a Iacon para enfrentarse a Megatron. Después de una pelea entre antiguos amigos, Optimus logra vencer a Megatron, y decide desterrarlo junto a la Guardia de Élite de Iacon por sus crímenes de guerra, aunque sabe que volverá a vengarse de él. Ahora como el nuevo líder de Cybertron, Optimus al tener la Matriz de Liderazgo, hace que les de engranajes de transformación a todos los mineros cybertronianos y el Energon fluye nuevamente en Cybertron. Optimus nombra a sus seguidores como los Autobots y enviando un mensaje a los Quintessons para que se mantengan alejados de Cybertron y sabe que va a estar esperándolos.